# Konga kontrakt
Konga kontrakt var ett kontrakt i Växjö stift inom Svenska kyrkan i Kronobergs län. Kontraktet upplöstes 2012 och dess församlingar överfördes till Östra Värends kontrakt. 
Kontraktskoden var 0604. 

## Administrativ historik
Kontraktet bestod före 1962 av
- Tingsås församling
- Väckelsångs församling
- Södra Sandsjö församling
- Linneryds församling
- Älmeboda församling
- Långasjö församling överfördes 1979 till Södra Möre kontrakt
- Östra Torsås församling
- Nöbbele församling
- Uråsa församling
- Hovmantorps församling
- Ljuders församling
- Lessebo församling
- Hemmesjö med Tegnaby församling som 1995 överfördes till Kinnevalds kontrakt
- Furuby församling som 1995 överfördes till Kinnevalds kontrakt

1962 tillkom från Kinnevalds och Norrvidinge kontrakt
- Jäts församling

1992 tillkom från Uppvidinge kontrakt
- Ekeberga församling

1995 tillkom från Kinnevalds och Norrvidinge kontrakt 
- Urshults församling
- Almundsryds församling

## Kontraktsprostar
| Ämbetstid | Namn                                   | Levnadstid | Övrigt                      |
| --------- | -------------------------------------- | ---------- | --------------------------- |
| 1322      | Agmundus                               |            | Kyrkoherde i Furuby.        |
| 1564-1593 | Jonas Petri                            |            | Kyrkoherde i Nöbbele.       |
| 1602-1623 | Magnus Nicolai                         |            | Kyrkoherde i Väckelsång.    |
| 1624-1657 | Arvid Tiderus                          |            | Kyrkoherde i Väckelsång.    |
| 1659-1673 | Daniel Lundebergius                    | 1605–1673  | Kyrkoherde i Väckelsång.    |
| 1673-1684 | Sven Flacherus                         |            | Kyrkoherde i Nöbbele.       |
| 1685-1689 | Peter Platin                           |            | Kyrkoherde i Nöbbele.       |
| 1689-1723 | Petrus Osander                         |            | Kyrkoherde i Linneryd.      |
| 1723-1730 | Johan Helin                            |            | Kyrkoherde i Nöbbele.       |
| 1730-1737 | Laurentius Caroli Rimmius              |            | Kyrkoherde i Älmeboda.      |
| 1738-1761 | Daniel Lannerus                        |            | Kyrkoherde i Nöbbele.       |
| 1762-1769 | Jonas Osander                          |            | Kyrkoherde i Väckelsång.    |
| 1775-1783 | Petrus Lundelius                       |            | Kyrkoherde i Väckelsång.    |
| 1784-1803 | David Ruda                             |            | Kyrkoherde i Linneryd.      |
| 1804-1807 | Clemens Helin                          | 1742-1807  | Kyrkoherde i Älmeboda.      |
| 1808-1817 | Samuel Wieselquist                     |            | Kyrkoherde i Linneryd.      |
| 1817-1826 | Anders Wickelius                       |            | Kyrkoherde i Väckelsång.    |
| 1827-1840 | Johannes Wieslander                    |            | Kyrkoherde i Väckelsång.    |
| 1842-1860 | Petrus Pontén                          |            | Kyrkoherde i Linneryd.      |
| 1861-1868 | Peter Johan Carlstedt                  |            | Kyrkoherde i Långasjö.      |
| 1868-1898 | Pehr Welander                          |            | Kyrkoherde i Älmeboda.      |
| 1898-1915 | Carl Gustaf Mozart                     |            | Kyrkoherde i Tingsås.       |
| 1915-1920 | Viktor Abraham Norlén                  |            | Kyrkoherde i Nöbbele.       |
| 1920-1925 | Jacob Peter Waldemar Hård af Segerstad |            | Kyrkoherde i Södra Sandsjö. |
| 1925-1928 | Emil Emanuel Möllerberg                |            | Kyrkoherde i Hovmantorp.    |
| 1928-     | Josua Leander Haglund                  |            | Kyrkoherde i Långasjö.      |